# Ляшков, Юрий Николаевич
Юрий Николаевич Ляшков — гвардии младший сержант Вооружённых Сил Российской Федерации, участник антитеррористических операций в период Второй чеченской войны, погиб при исполнении служебных обязанностей во время боя 6-й роты 104-го гвардейского воздушно-десантного полка у высоты 776 в Шатойском районе Чечни.

## Биография
Юрий Николаевич Ляшков родился 15 марта 1976 года в городе Жмеринке Винницкой области Украинской Советской Социалистической Республики. В раннем возрасте вместе с родителями переехал в Пермскую область. Окончил восемь классов средней школы в посёлке Чепец Чердынского района и профессиональное училище № 108, освоив специальность тракториста. Трудился помощником машиниста тепловоза на железной дороге. 22 мая 1999 года Ляшков был призван на службу в Вооружённые Силы Российской Федерации Чердынским районным военным комиссариатом. При прохождении военного обучения получил военную специальность пулемётчика, после чего был направлен для дальнейшего прохождения службы в 6-ю роту 104-го гвардейского воздушно-десантного полка.
С началом Второй чеченской войны в составе своего подразделения гвардии младший сержант Юрий Ляшков был направлен в Чеченскую Республику. Принимал активное участие в боевых операциях. Так, 9 февраля 2000 года при обороне колонны машин от засады сепаратистов он успешно вёл огонь по противнику. 17 февраля 2000 года Ляшков активно участвовал в разгроме незаконного вооружённого формирования, пытавшегося прорваться из окружения в районе Аргунского ущелья. С конца февраля 2000 года его рота дислоцировалась в районе населённого пункта Улус-Керт Шатойского района Чечни, на высоте под кодовым обозначение 776, расположенной около Аргунского ущелья. 29 февраля — 1 марта 2000 года десантники приняли здесь бой против многократно превосходящих сил сепаратистов — против всего 90 военнослужащих федеральных войск, по разным оценкам, действовало от 700 до 2500 боевиков, прорывавшихся из окружения после битвы за райцентр — город Шатой. Вместе со всеми своими товарищами он отражал ожесточённые атаки боевиков Хаттаба и Шамиля Басаева, не дав им прорвать занимаемые ротой рубежи. В том бою гвардии младший сержант Юрий Ляшков, умело меняя позицию, вёл меткий огонь по противнику. Погибли также ещё 83 его сослуживца.
Похоронен на кладбище посёлка Чепец Чердынского района Пермского края.
Указом Президента Российской Федерации гвардии младший сержант Юрий Николаевич Ляшков посмертно был удостоен ордена Мужества.

## Память
- В честь Ляшкова названа улица в городе Чердынь Пермского края и в городе Пермь[2].
- Мемориальная доска в память о Ляшкове установлена на здании школы, в которой он учился[2].
- Бюст Ляшкова установлен в селе Бондюг Чердынского городского округа Пермского края[3].